# Hermerswiller
Hermerswiller is een dorp in het Franse departement Bas-Rhin en een commune associée van de gemeente Hoffen. Hermerswiller ligt 2,5 kilometer ten westen van het centrum van Hoffen.
Het dorpje heeft geen eigen kerk. De protestantse bevolking is aangewezen op de kerk van Hohwiller, de katholieke op de parochie van Soultz-sous-Forêts.

## Geschiedenis
Na de Franse Revolutie werden de gemeenten gecreëerd. Hermerswiller werd een gemeente in het kanton Soultz-sous-Forêts en het arrondissement Wissembourg, in het departement Bas-Rhin. In 1871 werd Hermerswiller met de rest van het departement bij de Vrede van Frankfurt geannexeerd door Duitsland. Het behoorde tot de Kreis Weißenburg. Na het Verdrag van Versailles werd het gebied weer Frans.
Op 1 januari 1975 werd Hermerswiller samen met Leiterswiller bij de gemeente Hoffen gevoegd in een fusion association. Bij de kantonale herindeling van 2015 werd Hermerswiller net als de rest van Hoffen ondergebracht in het kanton Wissembourg in het arrondissement Haguenau-Wissembourg.

## Bezienswaardigheden
- In het centrum van het dorpje bevindt zich een gemeenschappelijke waterput.
- Het gemeentehuis met school uit 1835 wordt gekenmerkt door een klokkentorentje.